# Religion en Turquie

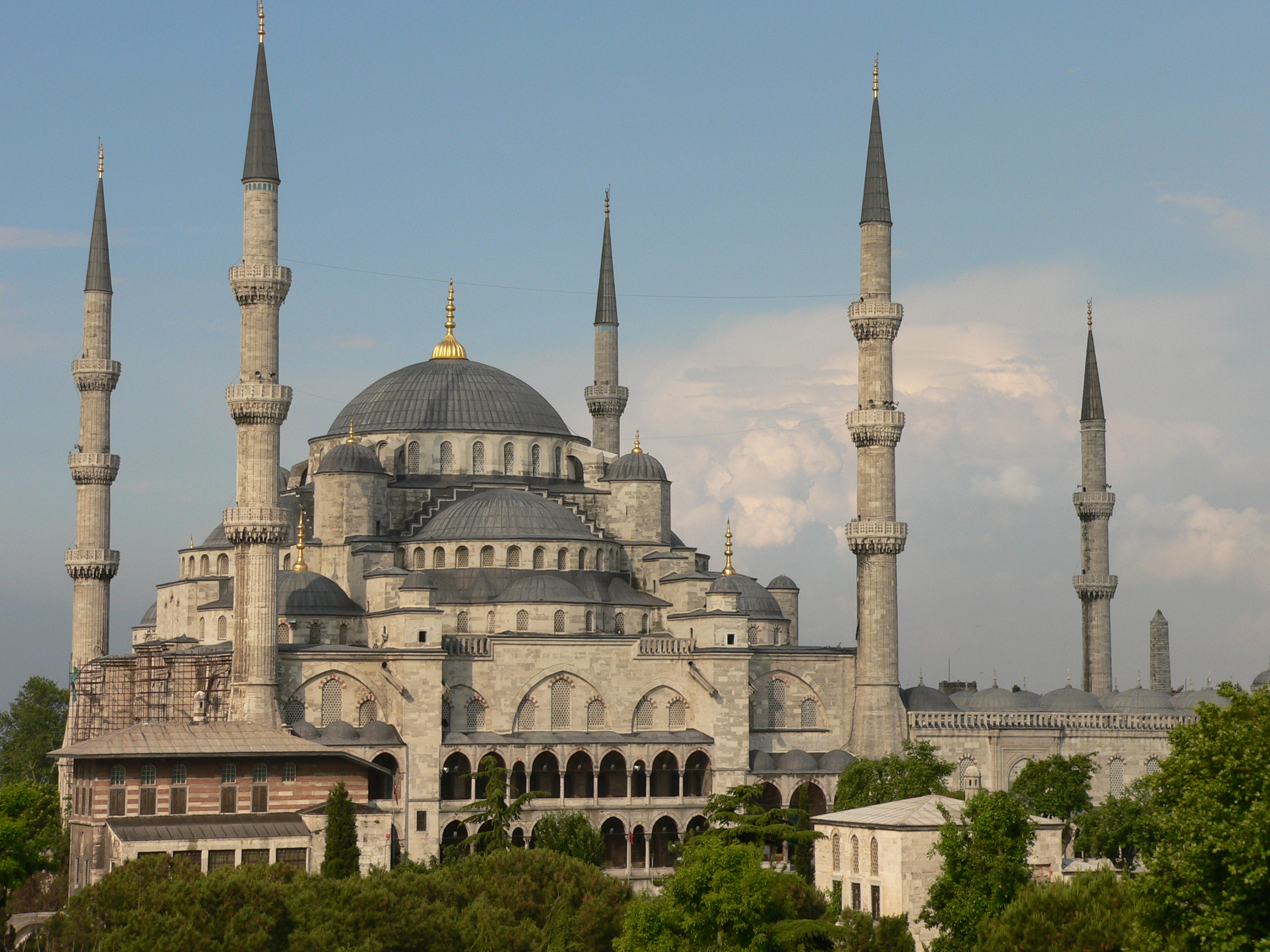
Mosquée de Sultan Ahmet, ou Mosquée bleue, Istanbul

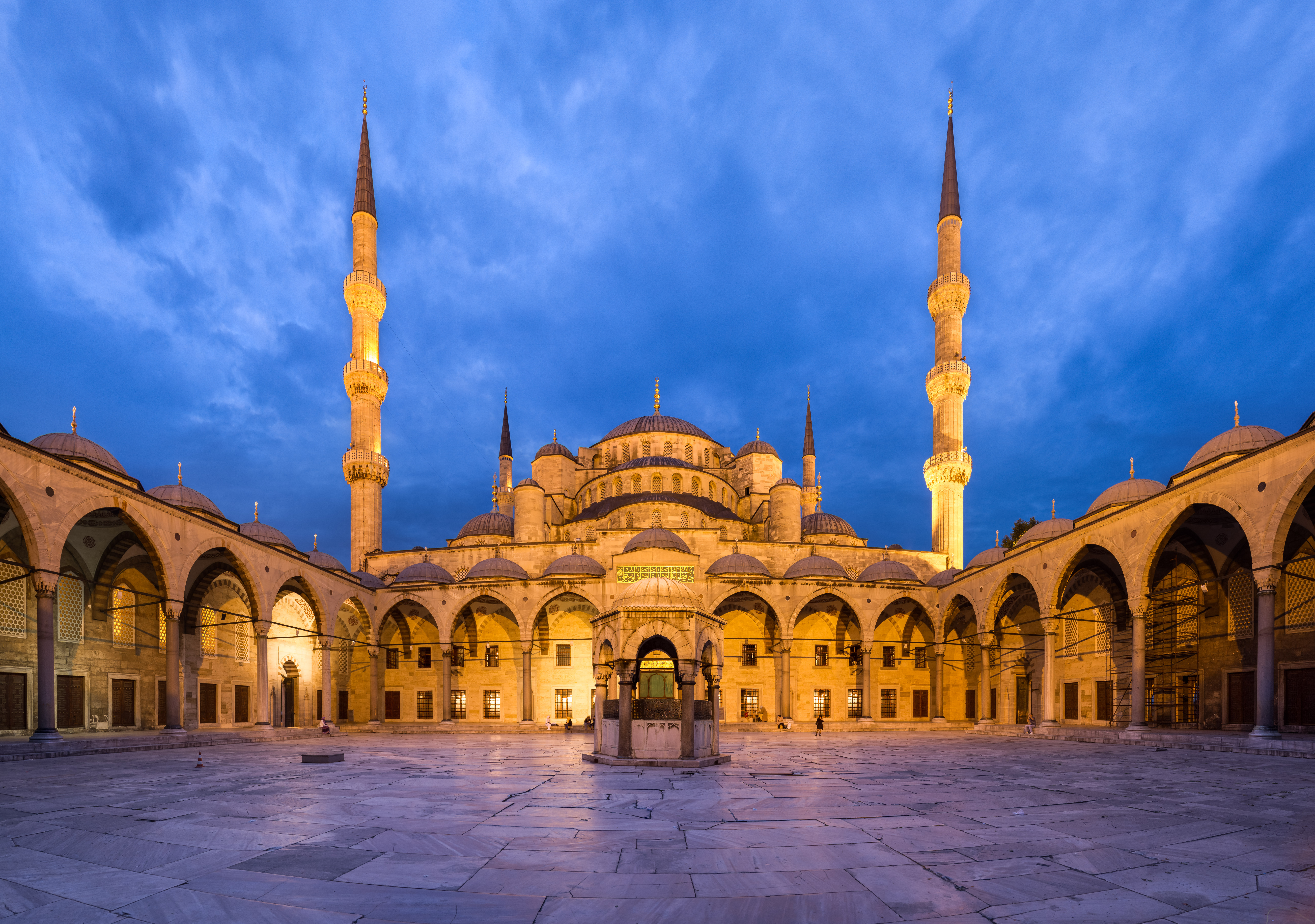
Mosquée bleue (intérieur), Istanbul

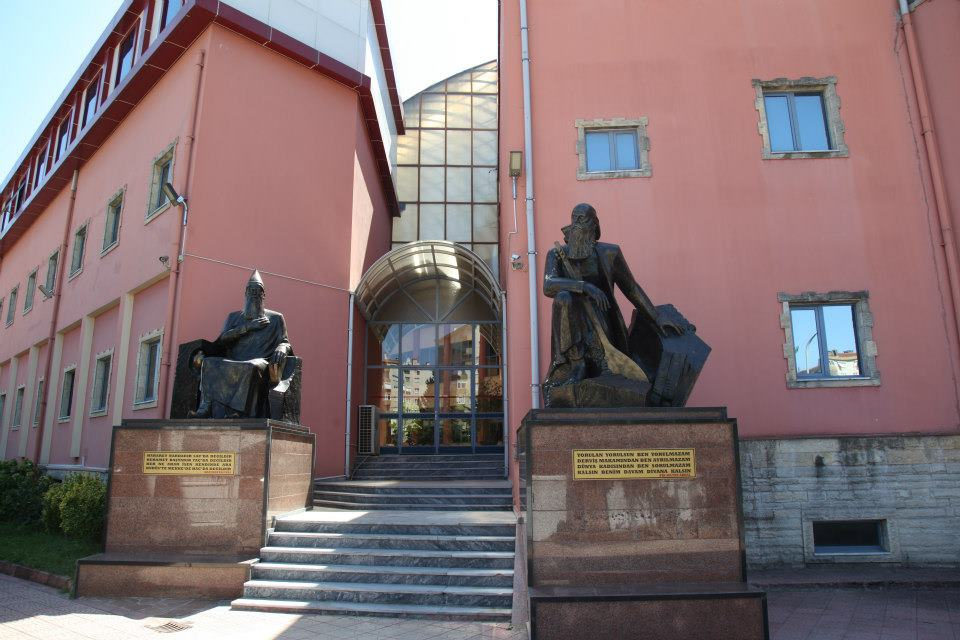
, Kartal (Istanbul)

Religion en Turquie (2017-2018),,,,,
- Sunnisme (Hanafisme:74.0%; Chaféisme:6.5%) (80,5 %)
- Chiisme (Jafarisme:3.9%; Qizilbash (Alévisme+Bektachi):11.6%; Alaouites:1%) (16,5 %)
- Coranisme (1,0 %)
- Spirituel mais non religieux (1,0 %)
- Juifs (0,5 %)
- Autre (0,3 %)
- Christianisme en Turquie (0,2 %)

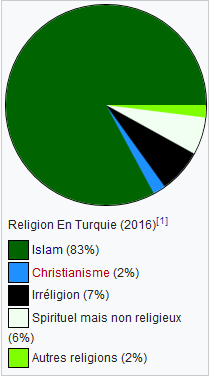
Religion en Turquie selon les dernières sources de l'Ispos

L'islam est, depuis plusieurs siècles, la religion la plus importante en Turquie. Selon le gouvernement, plus de 99 % des habitants seraient musulmans, mais des estimations indépendantes arrivent à des chiffres inférieurs, souvent autour de 83 % voir moins. D'autres religions importantes, reconnues par le gouvernement, sont le christianisme et le judaïsme.
La Turquie est officiellement un État laïc, mais l'islam a un certain poids dans la vie publique.

## Statistiques et état-civil auXXIesiècle
| Source                     | Islam | Sans religion | Christianisme | Autres religions |
| -------------------------- | ----- | ------------- | ------------- | ---------------- |
| Optimar (2019)             | 89,5% | 9,5%          | 0,3%          | 0,7%             |
| KONDA (2018)               | 94%   | 5%            | 0,2%          | 0,8%             |
| MAK (2017)                 | 86%   | 12,5%         | 0,5%          | 1%               |
| Ipsos (2016)               | 82%   | 13%           | 2%            | 3%               |
| Eurobarometer (2015)       | 91,8% | 7,1%          | 0,4%          | 0,7%             |
| Eurobarometer (2012)       | 92,9% | 6%            | 0,4%          | 0,7%             |
| Pew Research Center (2010) | 98%   | 1,2%          | 0,4%          | 0,4%             |
| KONDA (2008)               | 97%   | 2%            | 0,2%          | 0,8%             |
| Sabancı University (2006)  | 98,3% | 1,5%          | 0,2%          | N/A              |
| Nombres du gouvernement    | 99.8% | N/A           | 0,2%          | N/A              |

De source étatique, la population d'un peu plus de 80 millions d'habitants est musulmane à 99,2 % en 2014.
En effet, l'état-civil enregistre automatiquement comme musulmane toute personne dont les parents ne sont pas d'une autre religion officiellement reconnue.
De cette manière, le nombre officiel de musulmans comprend des personnes sans religion, chrétiens, judaïsants, et toute personne d'une religion différente de l'islam, du christianisme ou du judaïsme, mais aussi tout individu d'une religion différente de ses parents et qui n'a pas demandé un changement de son dossier personnel.
Dans l'état actuel, il n'est pas permis de modifier un dossier personnel officiel pour passer à une autre religion que l'islam, le christianisme ou le judaïsme, ces deux dernières options pouvant être acceptées seulement avec un document de reconnaissance publié par une église ou une synagogue officiellement reconnue.
Selon les dernières sources (plus fiables en ce domaine) d'Ipsos, en 2016, l'islam est la principale religion en Turquie, pour 82 % de la population totale. Suivent les personnes sans affiliation déclarée (13 % de la population) et le christianisme (2 %).
Les sondages indépendants récents montrent des pourcentages plus faibles, avec 9,4 % à 13 % de non religieux, dont 90 % de moins de 35 ans.
La plupart des musulmans en Turquie sont sunnites (65 %), et chiites (4 %), dont, parmi cette minorité chiite, les Ismaéliens forment une frange considérable, au moins par son héritage.
Les chrétiens (orthodoxe oriental, orthodoxe grec et apostolique arménien) et les juifs (séfarades), qui constituent la population religieuse non musulmane, représentent 4 % du total.
La Turquie est officiellement un pays laïc sans religion officielle depuis un amendement de 1928 à la constitution de 1924, renforcé par la suite par d'autres réformes sous la présidence de Mustafa Kemal Atatürk.
Cependant, à l'école (publique), élémentaire et secondaire, des cours de religion obligatoires se concentrent uniquement sur la branche sunnite de l'Islam.
Dans ces classes, les enfants sont tenus d'apprendre des prières et d'autres pratiques religieuses qui appartiennent spécifiquement au sunnisme.
Ainsi, bien que la Turquie soit officiellement un État laïc, l'enseignement des pratiques religieuses dans les écoles publiques est devenu controversé.
La demande d'adhésion de la Turquie à l'Union européenne a divisé les membres de la Communauté européenne, certains se demandant si un pays musulman pourrait s'intégrer.
Les politiciens turcs ont alors accusé les opposants de l'UE à la candidature turque de favoriser un « club chrétien ».
Bien que le gouvernement turc déclare que plus de 99 % de la population est musulmane, la recherche universitaire et les sondages donnent des résultats différents du pourcentage de musulmans qui sont généralement plus faibles, dont la plupart sont au-dessus des 90 %, mais aussi plus bas. Dans un sondage réalisé par l'Université Sabanci, 98,3 % des Turcs ont révélé qu'ils étaient musulmans. Un sondage mené par Eurobaromètre, KONDA et d'autres instituts de recherche en 2013 a montré qu'environ 4,5 millions de la population de 15 ans et plus n'avaient pas de religion. Un autre sondage mené par les mêmes institutions en 2015 a montré que ce nombre avait atteint 5,5 millions, ce qui signifie qu'environ 9,4 % de la population en Turquie n'a aucune religion. Un sondage Ipsos de 2016 a montré que 13 % de la population de la Turquie n'était pas religieuse.
En théorie, la Turquie, à travers le traité de Lausanne de 1923, reconnaît les droits civils, politiques et culturels des minorités non musulmanes.
En pratique, la Turquie ne reconnaît que les minorités religieuses grecques, arméniennes et israélites sans pour autant leur accorder tous les droits cités dans le traité de Lausanne[réf. nécessaire]. 

Les musulmans alevi-bektachis et câferî, les catholiques latins et les protestants ne font l'objet d'aucune reconnaissance officielle.[réf. nécessaire]
Le pourcentage de personnes se considérant pieuses tend à diminuer : 55 % en 2008, contre 51 % en 2018.

## Laïcité et religions
La place des religions dans la société est l'objet des politiques de laïcité en Turquie.
Depuis les réformes d'Atatürk, la Turquie est officiellement un État laïc. Si la constitution prévoit qu'aucune réforme constitutionnelle ne peut porter atteinte à un certain nombre de principes, dont celui de la laïcité, la religion reste toutefois encadrée par l'État. La constitution affirme aussi que « L'éducation et l'enseignement religieux et éthique sont dispensés sous la surveillance et le contrôle de l'État. »
Sous le gouvernement islamo-conservateur de Recep Tayyip Erdoğan, la religion a pris plus de poids dans la vie publique du pays. De nouvelles mosquées ont été construites, l’accent a été mis sur les cours d’éducation religieuse, et le budget de la direction des affaires religieuses a quadruplé en quelques années (2 milliards de dollars pour 2019). Cependant, entre autres à cause de cette politique, de nombreux jeunes ne se reconnaissent plus dans l'islam. Les affaires de corruption chez les tenants de l’islam politique et le rejet qu’ils suscitent dans la population ont conduit beaucoup de gens à interroger leurs croyances dans les années 2020. L’athéisme a ainsi un peu augmenté, tandis que le déisme a explosé.
En 2016, le gouvernement annonce que la nouvelle pièce d’identité turque ne mentionnera plus obligatoirement la religion de l’individu.

## Islam en Turquie
La première expansion de l'islam (au 7e siècle) se déroule aux franges de  l'Empire byzantin (610-1204 et 1261-1455) sans trop l'inquiéter, mais la conquête de l'Égypte et de la Syrie au 8e siècle le fragilise. Face au Califat abbasside (750-1258), il résiste, se réduit, se réveille, et finalement se soumet en 1453.
Avec l'Empire seldjoukide (1037-1194), turco-perse, converti à l'Islam au 11e siècle, commencent l'islamisation et la turquisation de l'Anatolie. Au rythme des guerres arabo-byzantines (634-1180) puis des guerres turco-byzantines (1055-1453), la progressive conversion à l'islam s'opère.
L'Empire ottoman (1299-1923) est un État multinational, multilingue, multiconfessionnel. L'Âge d'or de l'Islam ou de la civilisation islamique va de 750 à 1250, et le 16e siècle est l'âge d'or ottoman et de sa culture.
La liste du patrimoine mondial en Turquie recense un bon nombre de sites religieux musulmans anciens, parmi les plus grandes réussites de l'architecture ottomane : architecture turkmène et primo-ottomane, puis ottomane classique avec entre autres Sinan (1492-1588).
Les siècles suivants marquent un déclin (17e-18e), puis un sursaut (19e), et en fin un effondrement (1908-1923), accentué par son implication dans la Première Guerre mondiale.
La Turquie moderne est fondée à partir de 1923, sous l'impulsion et la direction de Mustafa Kemal Atatürk (1881-1938), sur les ruines de l'Empire ottoman, entaché par les génocides arménien, assyrien et grec pontique, défait à la suite de la Première Guerre mondiale. Elles est une république parlementaire, laïque, unitaire et constitutionnelle.
Un siècle après les réformes kémalistes, le paysage religieux en Turquie a changé, et les courants de l'islam sont encore bien présents : Islam en Turquie.
Parmi les minorités en Turquie mal répertoriées :
- les Hémichis, Arméniens islamisés, principalement autour de Hopa (Artvin) et Bash (Rize),
- les Kurdes (12..15 millions), majoritairement sunnites, minoritairement alévis, particulièrement les Zazas,
- les Roms et les Doms.

### Sunnisme (~ 75-80%)
Le sunnisme (de sunna), majoritaire à 90 % dans le monde musulman, particulièrement en Turquie, reconnaît quatre écoles (madhhab) de droit musulman et de jurisprudence (fiqh) : hanafisme, malikisme, chaféisme (chafi'isme), hanbalisme.
70 % de la population turque relève de l’hanafisme, du nom du théologien et jurisconsulte Abou Hanifa an-Nou'man ibn Thabit (699-767). Ce courant représente 35 à 50 % des musulmans dans le monde.
6,5 % de la population turque relève du chaféisme, fondé sur l'enseignement de l'imam Ash-Shâfi'î (767-820) et de ses disciple, considéré comme un compromis entre les écoles hanafite et malikite. Une bonne partie des Kurdes seraient de cette obédience.

### Chiisme (~ 15%)
Le chiisme (ou shî'isme) constitue l'une des deux principales branches de l’islam.
Il regroupe environ 10 à 15 % des musulmans dans le monde.
La première communauté chiite vit en Iran, où elle constitue 90 % de la population du pays, et environ 40 % de la population chiite mondiale. Le reste des musulmans chiites se répartit principalement en Irak, en Azerbaïdjan, au Pakistan, en Inde, à Bahreïn.
En Turquie, où comme ailleurs les groupes ethniques se différencient parfois par la pratique religieuse, ils représenteraient statistiquement 16,5 % des affiliations déclarées : alaouisme (1 %), jafarisme ou  Ja'fariya (3,9 %), qizilbash (11,6 %).
Le terme Qizilbash renvoie en partie à des minorités d'origine turkmène et recouvre généralement alévisme et bektashisme.

### Spiritualités musulmanes réputéeshétérodoxes

#### Alaouisme (1%)
La minorité alaouite (10 à 12 % de la population syrienne) pratique un chiisme duodécimain. Des groupes alaouites sont présents particulièrement dans l'ancien Sandjak d'Alexandrette, actuelle province d'Hatay.
La population estimée de 700 000 en 1970 aurait atteint 1 500 000 en 2009.

#### Coranisme (1%)
Le Coranisme ou Qoranisme est un courant religieux de l'Islam, ni sunnite ni chiite, fondé sur le coran seul et le refus total de l'autorité des hadiths.

#### Soufisme
Le soufisme est un courant de l'Islam qui relève du chiisme, mais qui n'est pas incompatible avec le sunnisme.
La République laïque turque (1923-1937) interdit, en 1925, interdit tous les ordres soufis et ferme leurs institutions après qu'ils se sont opposés au nouvel ordre séculier.
L'Ordre mevlevi est à nouveau légalisé en 1950, et les Derviches tourneurs sont autorisés à réaliser une représentation annuelle de leur Samā‘ le 19 décembre, date anniversaire de la mort de Jalâl ud Dîn Rûm.
La voie (tariqa) Mevlevi existe toujours en Turquie, officiellement conduite aujourd’hui par le 20e arrière-petit-fils (22e génération) de Rûmî, Faruk Hemdem Celebi (Fârûq Hamdam Chalabî).
Alévisme et bektashisme peuvent s'interpréter comme deux voies du soufisme.

#### Alévisme
Les alévis représenteraient entre 10 % et 30 % de la population turque.
Au début du XXe siècle, beaucoup d'alévis ont soutenu Atatürk lors de la guerre d'indépendance et les réformes qui suivirent, croyant pouvoir accéder à la laïcité et ainsi pouvoir pratiquer leur culte en liberté. Si certains seront cependant victimes de massacres en 1937-38 lors de l’insurrection des alévis kurdes appelés « zaza ». ils restent majoritairement satisfaits du gouvernement, qui tente de marginaliser l’extrémisme religieux et la nostalgie de l'empire ottoman.
Pendant les années de guerre froide, une polarisation idéologique s'opère, souvent à partir des identités confessionnelles. Les sunnites conservateurs adhèrent massivement aux partis de droite et d’extrême droite tandis que les alévis soutiennent généralement les partis de gauche ou d’extrême gauche. Au cours des années 1970, plusieurs villes ont été le théâtre de pogroms de la part des Loups Gris, un mouvement d’extrême droite. Des centaines d’alévis sont massacrés à Malatya, Kahramanmaras et Corum sur fond d’émeutes anticommunistes. Le régime issu du coup d’État militaire du 12 septembre 1980 se montre également hostile aux alévis. En mars 1995, les quartiers alévis d'Istanbul sont attaqués par des escadrons de la mort liés à la police, faisant 22 morts.
Aujourd'hui, les alévis ne sont toujours pas reconnu en Turquie alors que bon nombre de pays d'émigration de cette communauté reconnaissent officiellement leur culte. Le gouvernement Recep Tayyip Erdoğan cherche à les islamiser. Il a pour cela entrepris une vaste campagne de construction de mosquées dans chaque village alévi et rend obligatoire les cours de religion islamique dans les écoles.
L'alévisme a longtemps été persécuté : voir persécution des alévis, massacre de Zini Gediği (1938), massacre de Maraş (1978), massacre de Çorum (1980), massacre de Sivas (1993).

#### Bektashisme
Le bektachisme et l'alévisme sont très proches en termes de culture et de philosophie, et, de nos jours, les Turcs ne font plus vraiment la différence entre les deux mouvements qui sont considérés comme des branches du chiisme. Le bektachisme est d'ailleurs considéré comme une hérésie par les mouvances les plus orthodoxes du sunnisme.
Par ailleurs, l'islam alevi-bektachi, en raison de son aspect ésotérique, est, par essence et de facto, incompatible avec les mouvements politico-religieux de l'islam sectaire (salafisme, wahhabisme) qui le considèrent comme hérétique.

#### Autres (<1%)
Les années 1960-1970 connaissent un renouveau musulman (en) mondial (islamic revival), plus connu sous le terme d'islamisme, dont une infime minorité s'est transformée dans les années 1980 en terrorisme islamiste mondialisé.
- Mouvement Gülen, Gülen movement schools (en)
- Nurculuk
- Histoire de l'islamisme

## Athéisme et agnosticisme
Les Turcs non religieux sont une minorité, bien que les estimations précises de la part des déistes, athées et agnostiques dans la population varient. Selon un sondage réalisé par MAK en 2017, 86 % de la population turque déclarait croire en Dieu. 76 % ont déclaré croire que le Coran et d'autres livres saints viennent de Dieu. Selon un autre sondage réalisé en 2019 par OPTIMAR, 89 % de la population turque déclarait croire en Dieu. Selon une étude récente datant de 2020, 28,5 % des jeunes turcs de la Génération Z déclarent ne pas avoir de religion. Il est difficile de quantifier le nombre d'athées ou d'agnostiques en Turquie. Cependant en 2024, il y aurait 7% d’athée en Turquie, même si les chiffres peuvent être plus élevé notamment dans la côte égéenne de l’Anatolie.

## Spiritualités non musulmanes en Turquie

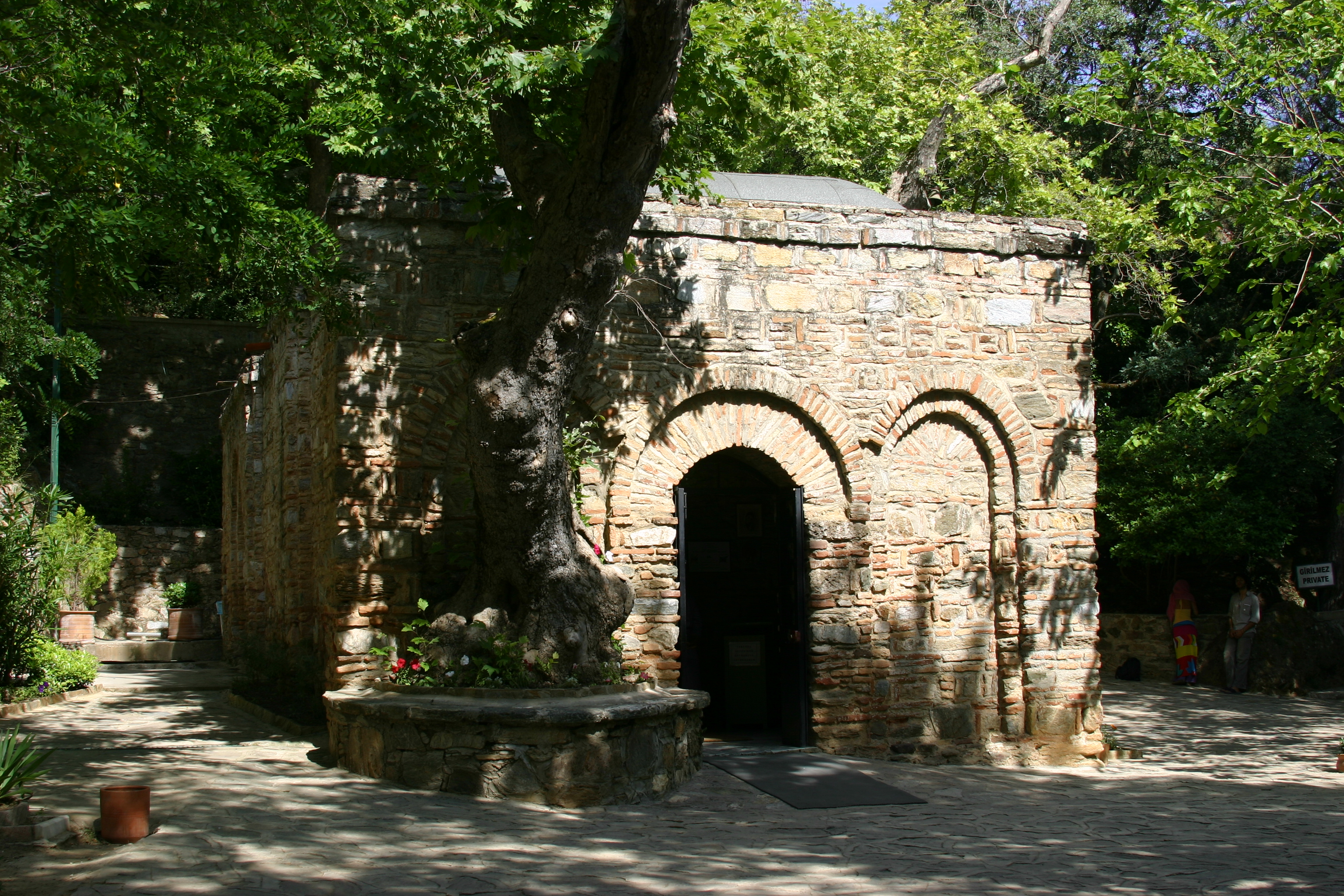
Maison de la Vierge Marie, Ephèse

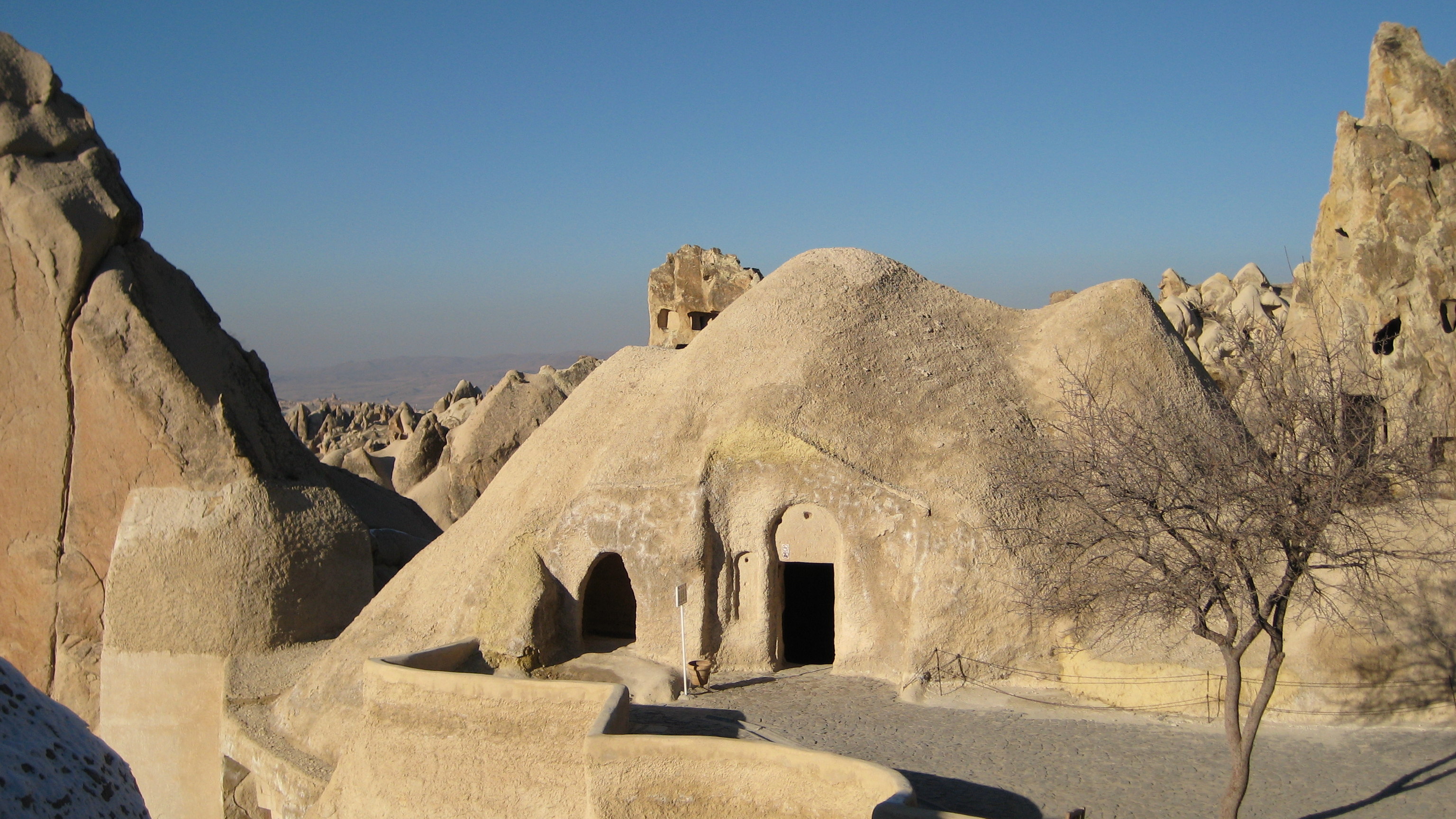
Église Sainte Barbara, Parc national de Göreme et sites rupestres de Cappadoce

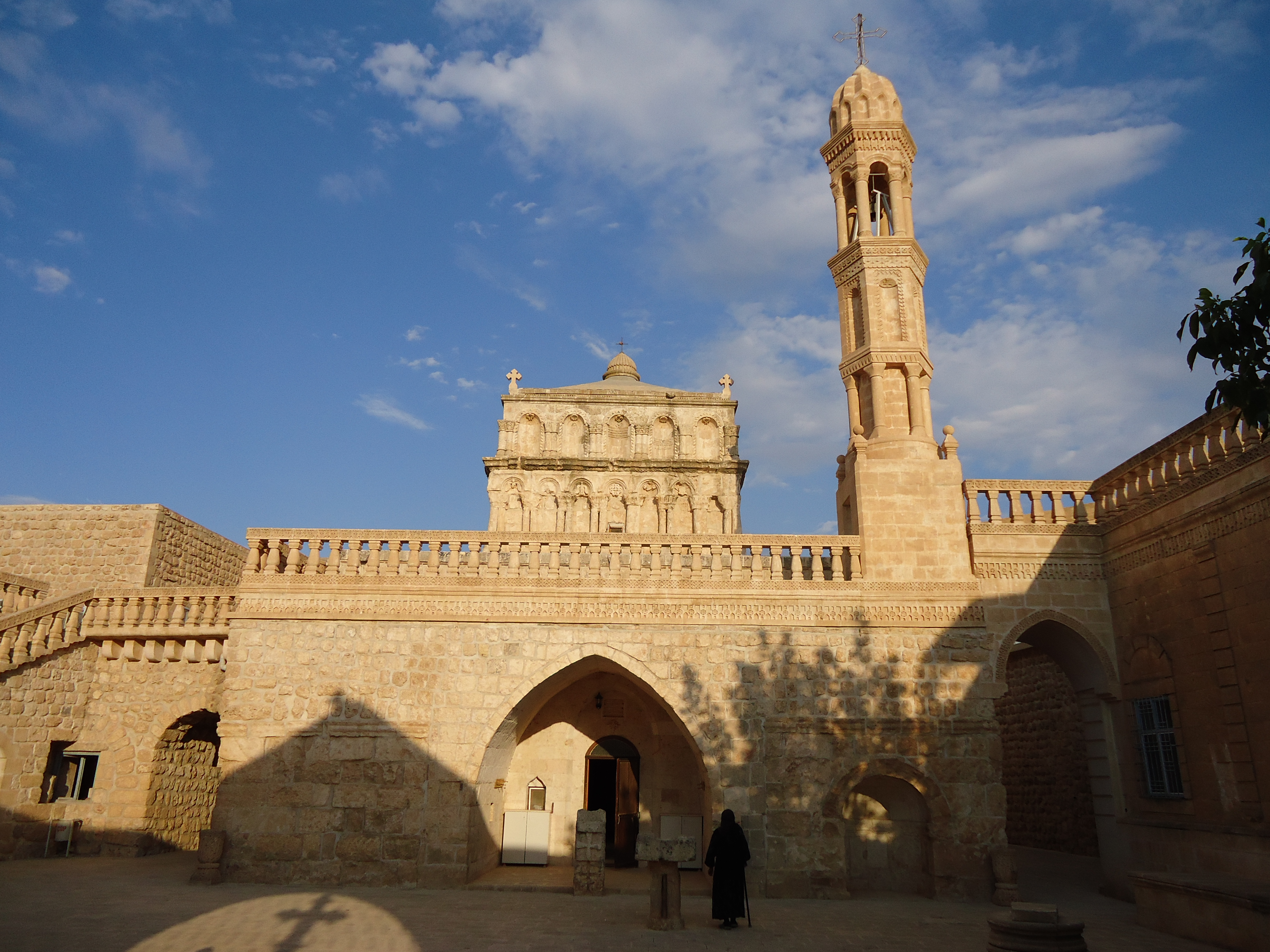
Église de "la Mère de Dieu", Anıtlı / Hah, Tur Abdin

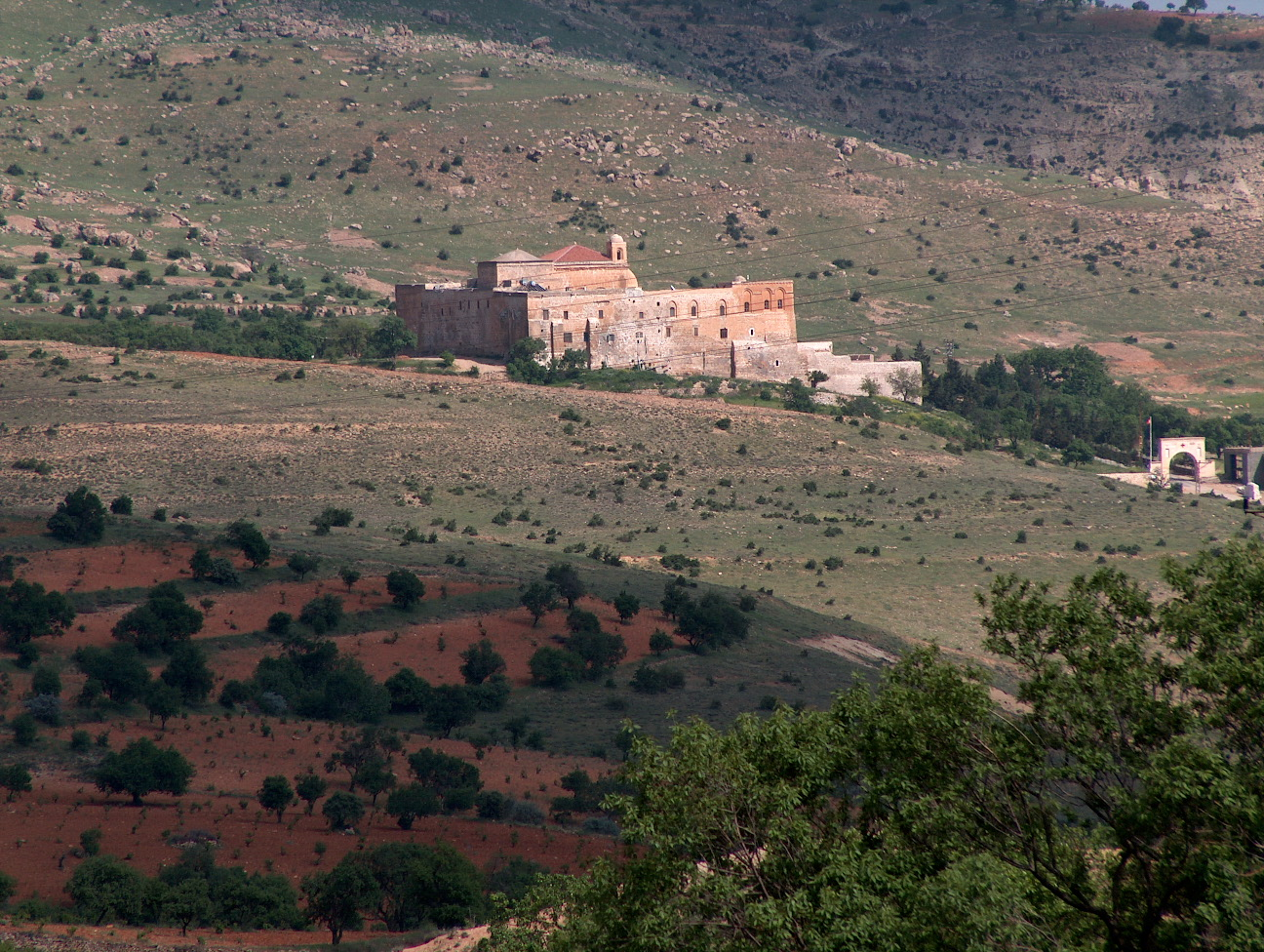
Monastère Mor Hananyo (St Ananias), syriaque orthodoxe, près de Mardin

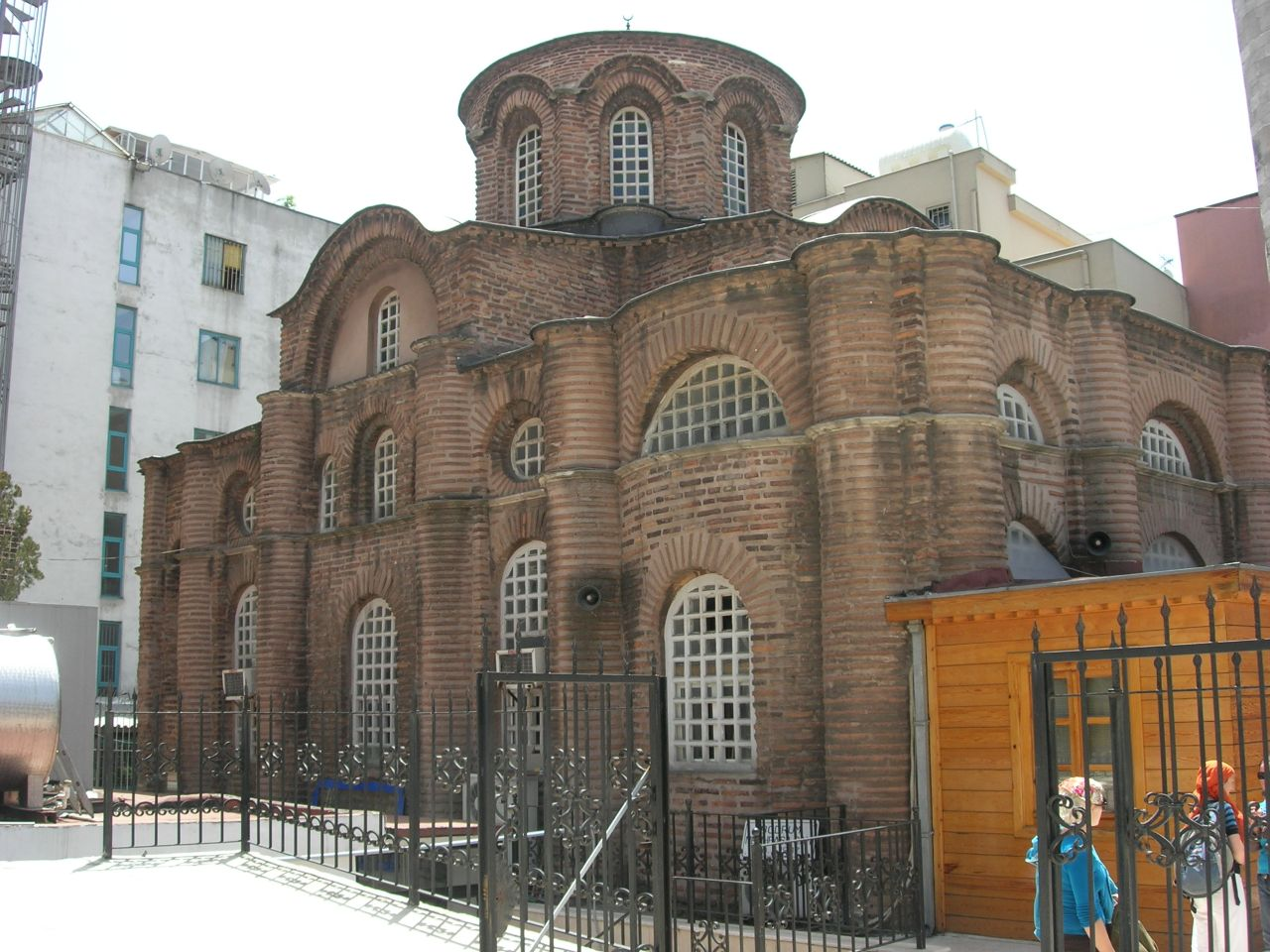
Mosquée de Bodrum, "Myrelaion"

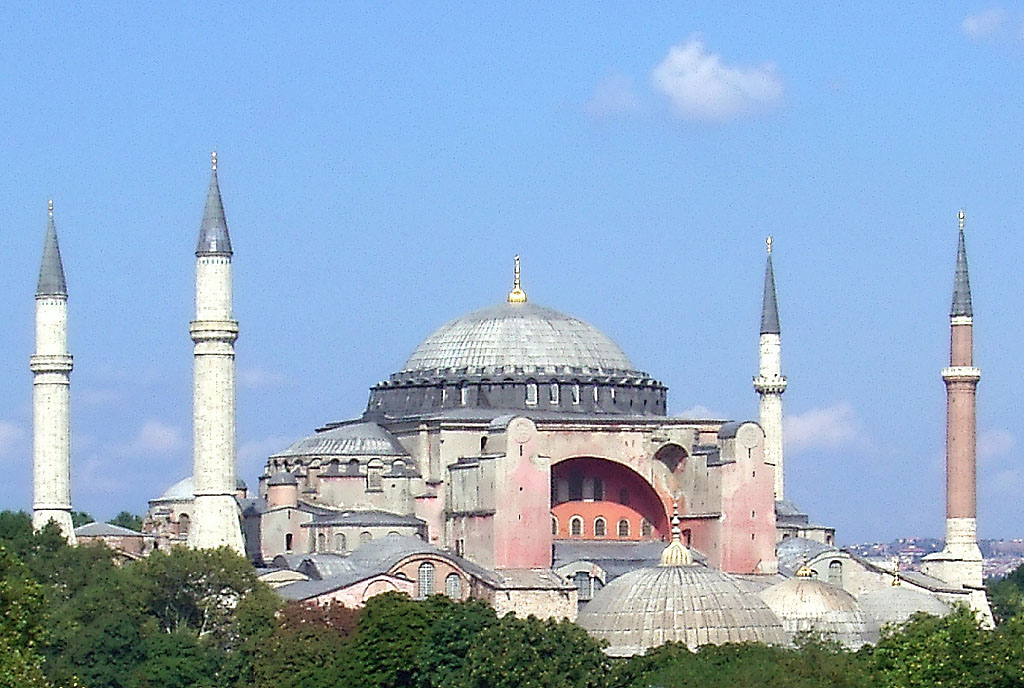
Sainte-Sophie (Constantinople), Aya Sofia (Istanbul)

Avant l'islamisation et la turquisation, et après des millénaires de civilisations proche-orientales anciennes et de royaumes antiques d'Anatolie, les populations vivant sur le territoire de la Turquie actuelle ont connu plus d'un millénaire de christianisme.
Après quelques siècles de christianisme primitif, en 380, le christianisme devient la religion officielle de l'empire romain.
La division de l'Empire romain, définitive en 395, met en place un Empire romain d'Orient (Antiquité tardive).
L'Empire byzantin (610-1204 et 1261-1453) est son prolongement.
La césure de 1204 correspond aux sièges (1203-1204) et au sac de Constantinople par les Croisés (encore dénommés « Latins » ou « Francs ») lors de la Quatrième croisade, ce qui est un des épisodes majeurs du conflit entre les chrétientés grecque d'Orient et latine d’Occident.
L'Empire ottoman (1299-1923) est un empire multinational, multiculturel, multilingue.
Sa politique religieuse de l'Empire ottoman (1299-1923), ou millet, accorde un statut particulier aux autres Gens du Livre. Beaucoup s'adaptent et se convertissent à l'Islam, d'autres assez nombreux préfèrent accepter le statut de dhimmi, avec les contraintes afférentes : kharâj (impôt foncier), djizîa (impôt de capitation), devchirmé (récolte des garçons). Les capitulations de l'Empire ottoman permettent le fonctionnement économique des échelles du Levant.
Les déclin et chute de l'Empire ottoman et la montée en puissance des Jeunes-Turcs sont particulièrement terribles pour les minorités non musulmanes, massacres hamidiens (1894-1896), population arménienne ottomane, population assyrienne, population grecque pontique, Grande Catastrophe des Micrasiates.
Tout cela dans un contexte chargé : revendications autonomistes, partition de l'Empire ottoman (1918-1922), guerre d'indépendance turque (1919-1922), guerre gréco-turque (1919-1922)...
La république laïque instaure en 1924 une Présidence des affaires religieuses, Diyanet İşleri Başkanlığı, qui finance uniquement le culte musulman sunnite.
À partir de 2010, le Diyanet est transformé en une "bureaucratie gouvernementale surdimensionnée pour la promotion de l'islam sunnite".

### Judaïsme
Près de 10 000 Turcs de confession juive auraient quitté le pays depuis l'arrivée au pouvoir de l'AKP en 2002, par crainte de la montée de l'islamisme militant.
Ils ne sont plus que 15 500 en Turquie en 2016.
Voir : 
- Histoire des Juifs en Turquie, Sabbatéens
- Hakham Bachi (grand-rabbin de Turquie), Dönme
- Antisémitisme en Turquie (de), Exil en Turquie 1933-1945 (de)
- Pogroms de Thrace (anti-juifs, 1934), Pogrom d'Istanbul (1955, anti-grec, anti-arménien, anti-juif)
- Liste de synagogues de Turquie, Musée juif de Turquie

### Yézidisme
Le Yézidisme ou Sharfadin, présent en Kurdistan irakien est peu référencé en Turquie.
La majorité des Yézidis en Turquie (en) aurait fui la région de Tur Abdin au début du 20e siècle.
Le génocide des Yézidis depuis 2014 dans le Sinjar (Kurdistan irakien), dont les massacres de Sinjar, s'est déroulé hors de Turquie : liste des implantations yézidies (anciennes) en Turquie (en).
Le Yazdanisme (Culte des anges) et le Yârsânisme semblent ne pas exister non plus en Turquie. En 1994, le PKK, le parti des travailleurs du Kurdistan indiquait qu'il y avait au moins 50 000 Kurdes de culte Yézidis en Turquie, le Yézidisme continuant à être l'un des éléments culturels identitaires des Kurdes de Turquie. Cependant, les Kurdes, en Turquie sont très majoritairement Musulmans, surtout Sunnites, et Chiites, avec des Alévis, et des Soufis.

### Christianisme

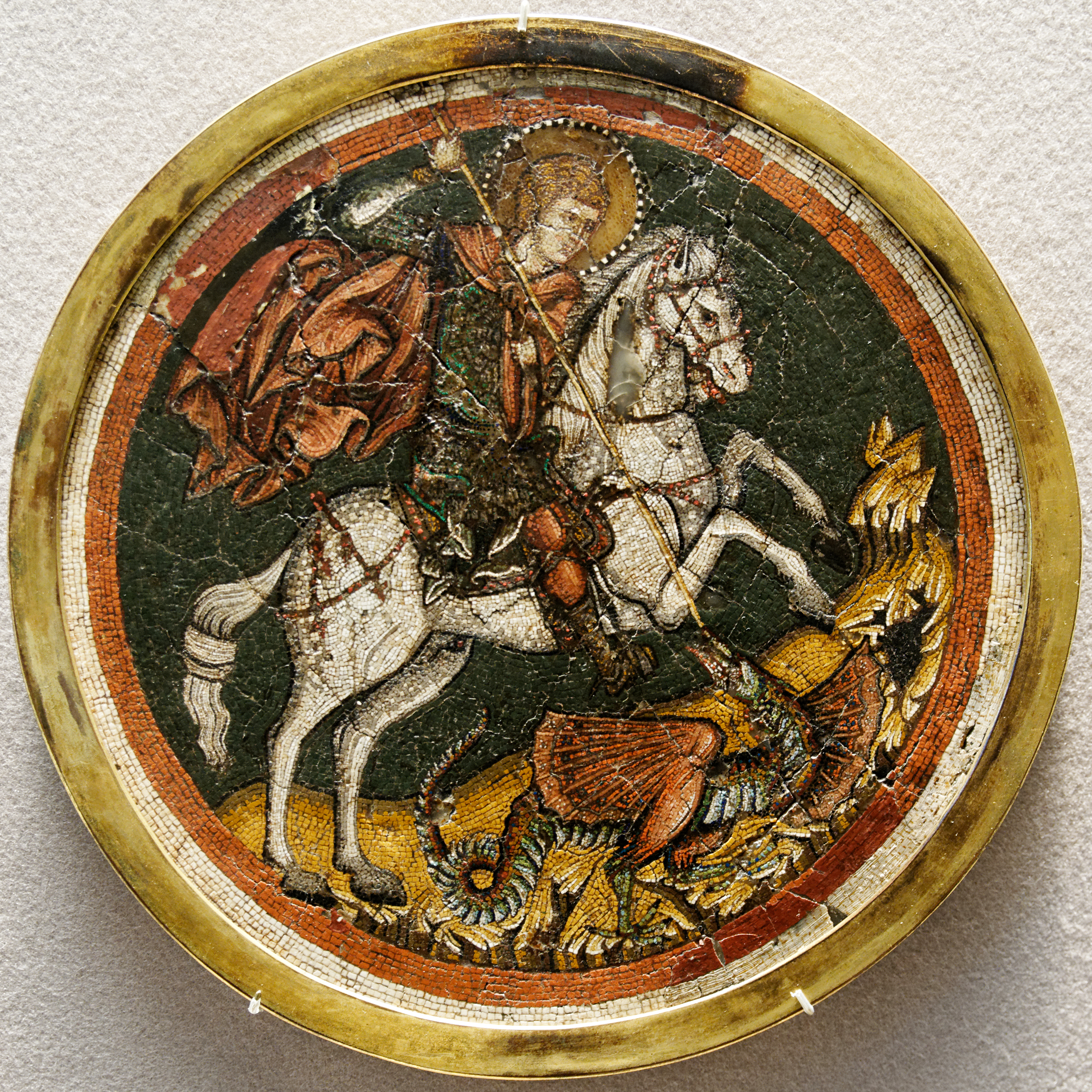
Représentation de saint Georges.

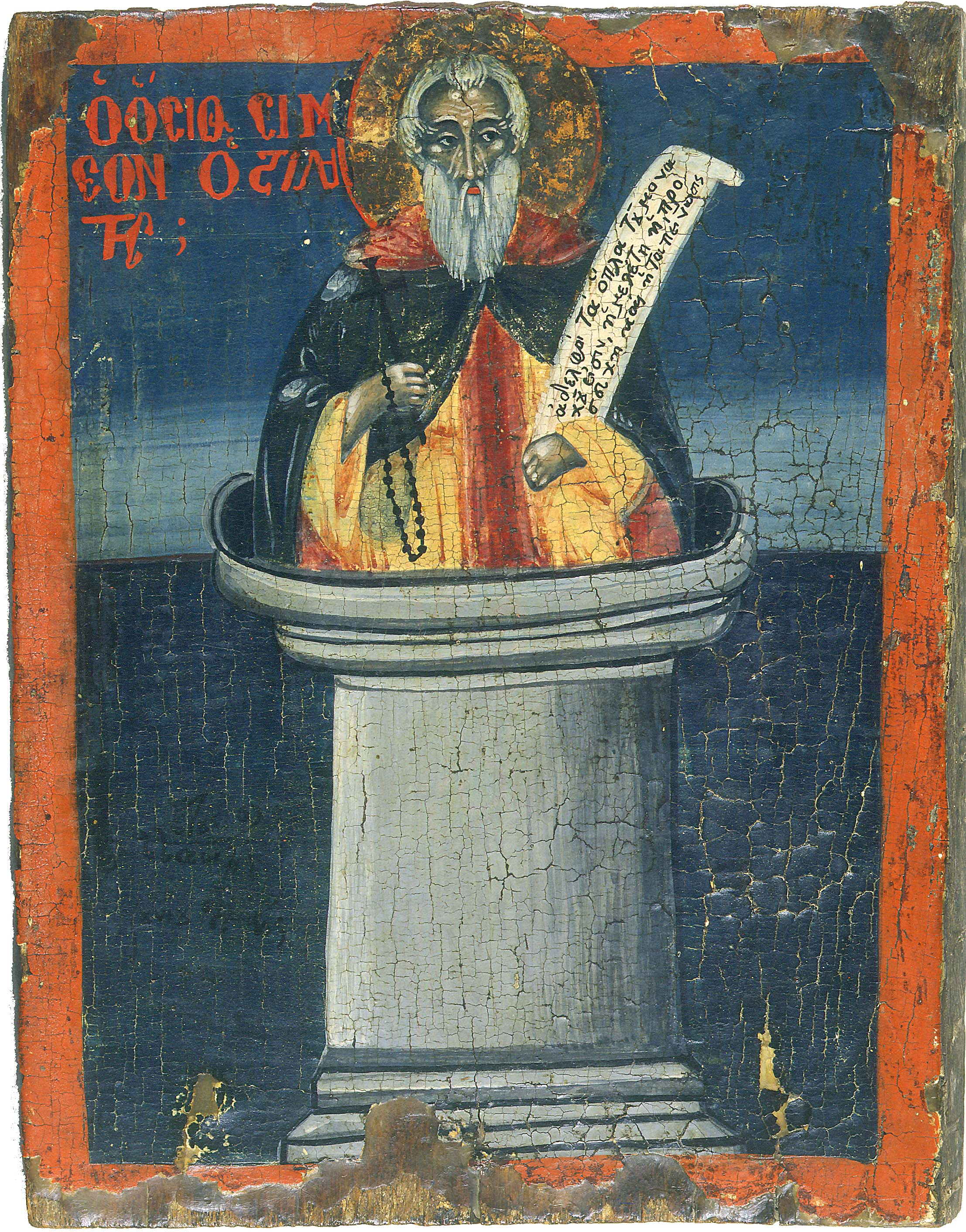
Saint Siméon.

L'Histoire du christianisme en Turquie a deux millénaires d'existence.
L'article Christianisme en Turquie traite des diverses tendances chrétiennes en activité en 2020 en Turquie et ne saurait guère être résumé : seraient concernés au moins 150 000 et au plus 400 000 fidèles.
- Protestantisme en Turquie (en) (<5 000)
- Orthodoxie en Turquie (en)
- Église syriaque orthodoxe, Tur Abdin
- Église apostolique arménienne (57 000 ?)
- Église catholique en Turquie (35 000 ?)
- Église catholique chaldéenne (8 000 ?)
- Chrétiens d'Orient
- Araméens (chrétiens orientaux)
  - Les Derniers Assyriens (2003), Araméens
- Patriarches de Constantinople, Patriarcat œcuménique de Constantinople
- Patriarcat arménien de Constantinople

Les heures n'ont pas toutes été glorieuses : en témoignent les persécutions des chrétiens en Turquie, Pogrom d'Istanbul (1955, anti-grec)
La liste du patrimoine mondial en Turquie recense un bon nombre de sites religieux chrétiens anciens.
Elle peut se compléter par les listes suivantes :
- Églises en Turquie, Monastères en Turquie, Églises byzantines en Turquie (en)
- Églises arméniennes en Turquie (en), Liste des églises arméniennes en activité en Turquie (en)
- Liste illustrée de bâtiments religieux chrétiens en Turquie (en)

### Tengrisme
Le tengrisme a été la croyance majeure des peuples turcs et mongols au moins durant l'Antiquité tardive (3e-6e siècles) et le haut Moyen Âge (6e-13e siècles).
Depuis l'éclatement de l'URSS en 1990, ces peuples développent, très minoritairement encore, un renouveau de ce néopaganisme : liste de mouvements tengristes (en). Après la révolution des Jeunes-Turcs en 1908, une partie du nationalisme turc (panturquisme, touranisme, turquisation) s'est intéressé aux origines turques (Göktürk) : l'écrivain Nihâl Atsız (1905-1975) a su populariser le thème des Loups Gris, repris par le mouvement nationaliste extrémiste des Loups gris.
Le roman chinois Le Totem du loup (2004, Jiang Rong), et son adaptation au cinéma sous le titre Le Dernier Loup (2015, Jean-Jacques Annaud) reprennent cette même thématique tengriste, cette fois de manière moins idéologique.

### Autres spiritualités
- Baha'isme en Turquie (en) (<20 000)
- Bouddhisme en Turquie (<70 000)
- Hindouisme en Turquie (?)
- L'Ishikisme (en) serait une alternative à l'alévisme.
- Le zoroastrisme ne semble pas présent non plus.

## Situation juridique des différents groupes religieux reconnus en Turquie
| Culte                                                                         | Population estimée           | Mesures d’ expropriation | Reconnaissance officielle dans la Constitution ou à travers les Traités internationaux | Financement des lieux de culte et du personnel religieux par l'État |
| ----------------------------------------------------------------------------- | ---------------------------- | ------------------------ | --- | ------------------------------------------------------------------- |
| Islam - Sunnite                                                               | 70 à 85 % (52 à 64 millions) | Non                      | Oui à travers le Diyanet cité dans la Constitution (art.136) | Oui à travers le Diyanet                                            |
| Islam - duodécimain Bektachi                                                  | 15 à 25 % (11 à 19 millions) | Oui                      | Non. Balim Sultan assure une mainmise totale sur le corps des janissaires dont le bektachisme sera la référence religieuse principale. En 1826, Mahmoud II met définitivement un terme au système des janissaires. L'ordre des bektachi est mis hors la loi, de nombreux dignitaires de la capitale sont exécutés, d'autres sont déportés en Anatolie. Les tekke sont fermés, détruits ou attribués à des institutions orthodoxes comme l'ordre des Naqshbandiyya.                                                                               | Non                                                                 |
| Islam - duodécimain Alevi                                                     | 15 à 25 % (11 à 19 millions) | Oui                      | Non. Au début du XVe siècle, l’oppression ottomane envers les alévis devient insupportable et ces derniers soutiennent le Chah Ismail Ier d'origine turkmène. Ses partisans, qui portent un bonnet de couleur rouge avec douze plis en référence aux 12 imams du chiisme duodécimain se font appeler Qizilbash. Les Ottomans qui s’étaient persanisés et arabisés considéraient comme ennemis les Qizilbash (alévis) d'origine turkmène. Aujourd'hui, les cemevi, lieux de culte commun aux alevi bektachi n'ont aucune reconnaissance juridique | Non                                                                 |
| Islam - duodécimain Câferî                                                    | 4 % (3 millions)             |                          | Non | Non                                                                 |
| Islam - duodécimain Alaouites ou Nusayris                                     | 300 à 350 000                |                          | Non | Non                                                                 |
| Judaïsme                                                                      | 20 000                       | Oui                      | Oui à travers le Traité de Lausanne en 1923 | Non                                                                 |
| Chrétien - Protestant                                                         | 5 000                        |                          | Non | Non                                                                 |
| Chrétien - Catholiques Latins                                                 |                              |                          | Non | Non                                                                 |
| Chrétien - Catholiques Grecque                                                |                              | Oui                      | Oui à travers le Traité de Lausanne en 1923 | Non                                                                 |
| Chrétien - Orthodoxe - Grec (Patriarcat œcuménique de Constantinople)         |                              | Oui                      | Oui à travers le Traité de Lausanne en 1923 | Non                                                                 |
| Chrétien - Orthodoxe - Arménien (Patriarcat arménien de Constantinople)       | 57 000                       | Oui                      | Oui à travers le Traité de Lausanne en 1923 | Non                                                                 |
| Chrétien - Catholiques Chaldéens (Arménien)                                   | 3 000                        | Oui                      | Oui à travers le Traité de Lausanne en 1923 | Non                                                                 |
| Chrétien - Églises de théologie et rite syriaques (orthodoxes et catholiques) | 15 000                       | Oui                      | Non | Non                                                                 |
| Yézidisme                                                                     | 377                          |                          | Non | Non                                                                 |

### Laïcité
- Laïcité en Turquie, Diyanet İşleri Başkanlığı (1924), Kémalisme
- Enseignement de la religion en Turquie (de)
- Liberté de culte en Turquie (en)
- Irréligion en Turquie (en) (<5 % ?) : agnosticisme, athéisme, indifférence, prudence…
- Ateizm Derneği (de) (2014)
- Franc-maçonnerie en Turquie, Antimaçonnisme
- Islamisation, Turquisation

### Histoire de la Turquie
- Histoire de la Turquie, Culture de la Turquie, Littérature turque
- Christianisme en Turquie
  - Saints : Saints Côme et Damien, Saint Basile le Grand, Saint Jean Chrysostome
  - Saint Georges de Lydda
  - Saint Siméon
  - Liste d'églises arméniennes en activité en Turquie (en)
- Religion au Moyen-Orient
- Musulman culturel
- Art ottoman, Arts de l'Islam
- Néo-ottomanisme, Erdoğanisme
- Franc-maçonnerie en Turquie